# Фільтр, керований напругою

Зображення частоти зрізу ФНЧ, що показує перехідну характеристику Баттерворта

Фільтр, керований напругою (ФКН, англ. Voltage Controlled Filter, VCF)) - електронний фільтр, робочі характеристики якого (в першу чергу частота зрізу) можуть змінюватись вхідною керуючою напругою. Фільтри, керовані напругою широко застосовуються в аналогових музичних синтезаторах.
ФКН музичного синтезатора дозволяють постійно змінювати частоту зрізу, а деколи і добротність Q (резонанс на частоті зрізу). Виходи фільтра як правило мають характеристику ФНЧ, та часом ФВЧ, смугового чи режекторного фільтра.
Деякі музичні ФКН забезпечують зміну крутизни зрізу slope, яка визначає темп затухання АЧХ поза діапазоном пропускання, часто в 6 dB/октаву, 12 dB/октаву, 18 dB/октаву чи 24 dB/октаву (одно-, двох-, трьох- чи чотирьох-полюсні фільтри, відповідно).
В модульних аналогових синтезаторах, ФКН отримують вхідний сигнал з джерел, що включають генератор та шум, або виходів інших процесорів. При зміні частоти зрізу, фільтр пропускає чи послаблює окремі гармонічні складові вхідного сигналу.
В деяких популярних електронних музичних стилях, ефект типу "filter sweeps" набув широкого застосування. Цей ефект створюється зміною частоти зрізу ФКН (деколи дуже повільно). Змінюючи частоту зрізу за допомогою керування перепадами напруги, як генератор обвідної, особливо з відносно швидкими налаштуваннями атаки, можна симулювати форму звукової атаки природніх чи акустичних інструментів.
Історично, музичні ФКН включали керований зворотній зв'язок, що створює підйом АЧХ на частоті зрізу. Цей пік може бути досить значним, і коли частота ФКН змінюється при керуванні, окремі складові вхідного сигналу резонують. Деякі фільтри розробляються для забезпечення достатнього зворотнього зв'язку для входу в режим генерації, і можуть служити генераторами синусоїдальних коливань.
Компанія ARP Instruments виготовила багатофункційний модуль ФКН з можливістю стабільної роботи на Q більше 100; що може звучати як пластина вібрафона. Параметр Q керується напругою, частково управляється з панелі. Його внутрішня схема являє собою класичну для аналогових комп'ютерів петлю змінного стану, що забезпечує квадратурні виходи.
Фільтр, керований напругою є прикладом активного нелінійного фільтра. Характерний музичний звук окремого ФКН залежить як від його лінійної (на низьких рівнях сигналу) частотної характеристики, так і його нелінійної характеристики на сильніших за амплітудою вхідних сигналах.